# Груневальдское кладбище

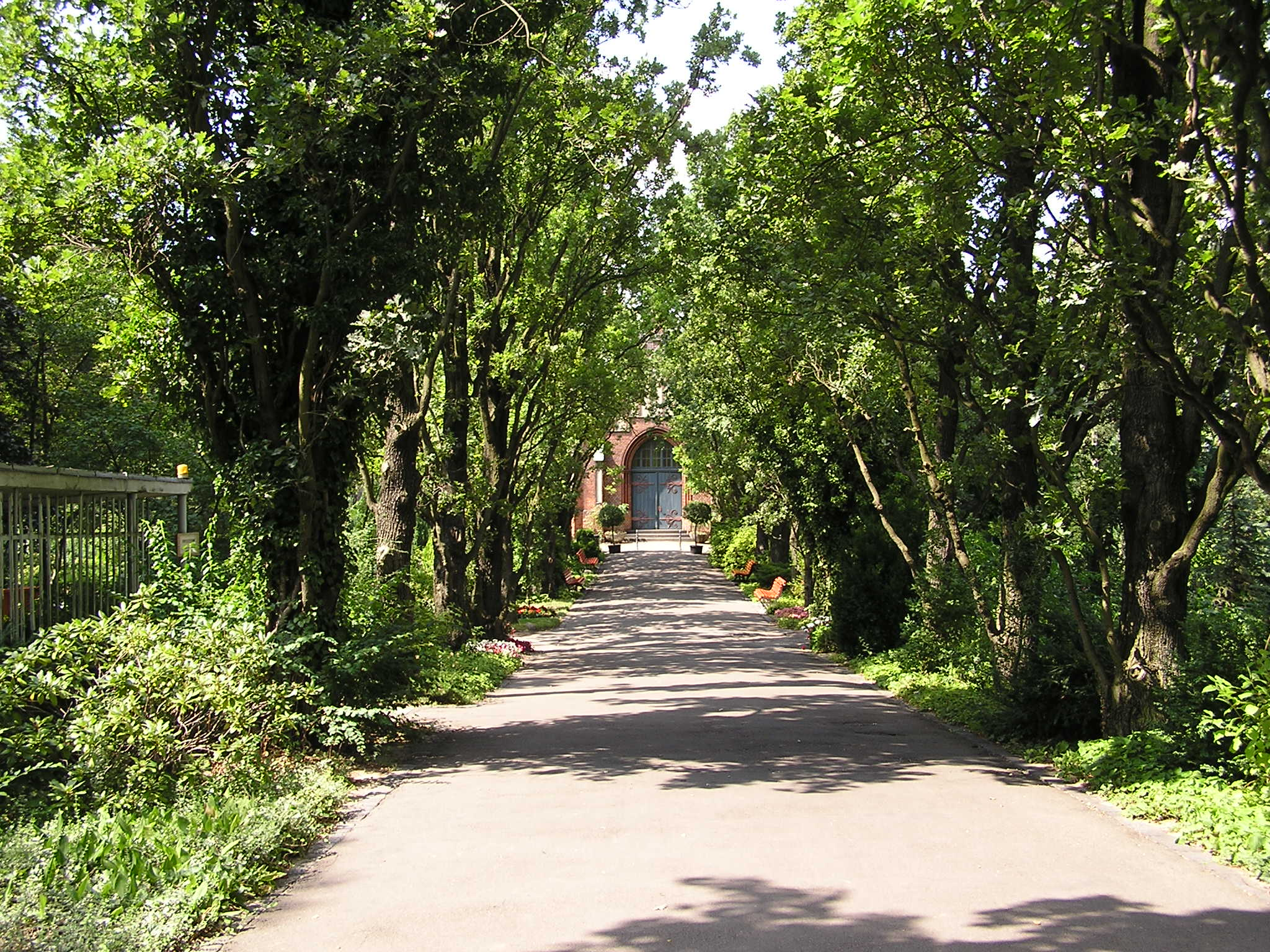
Главная аллея с пирамидальными дубами

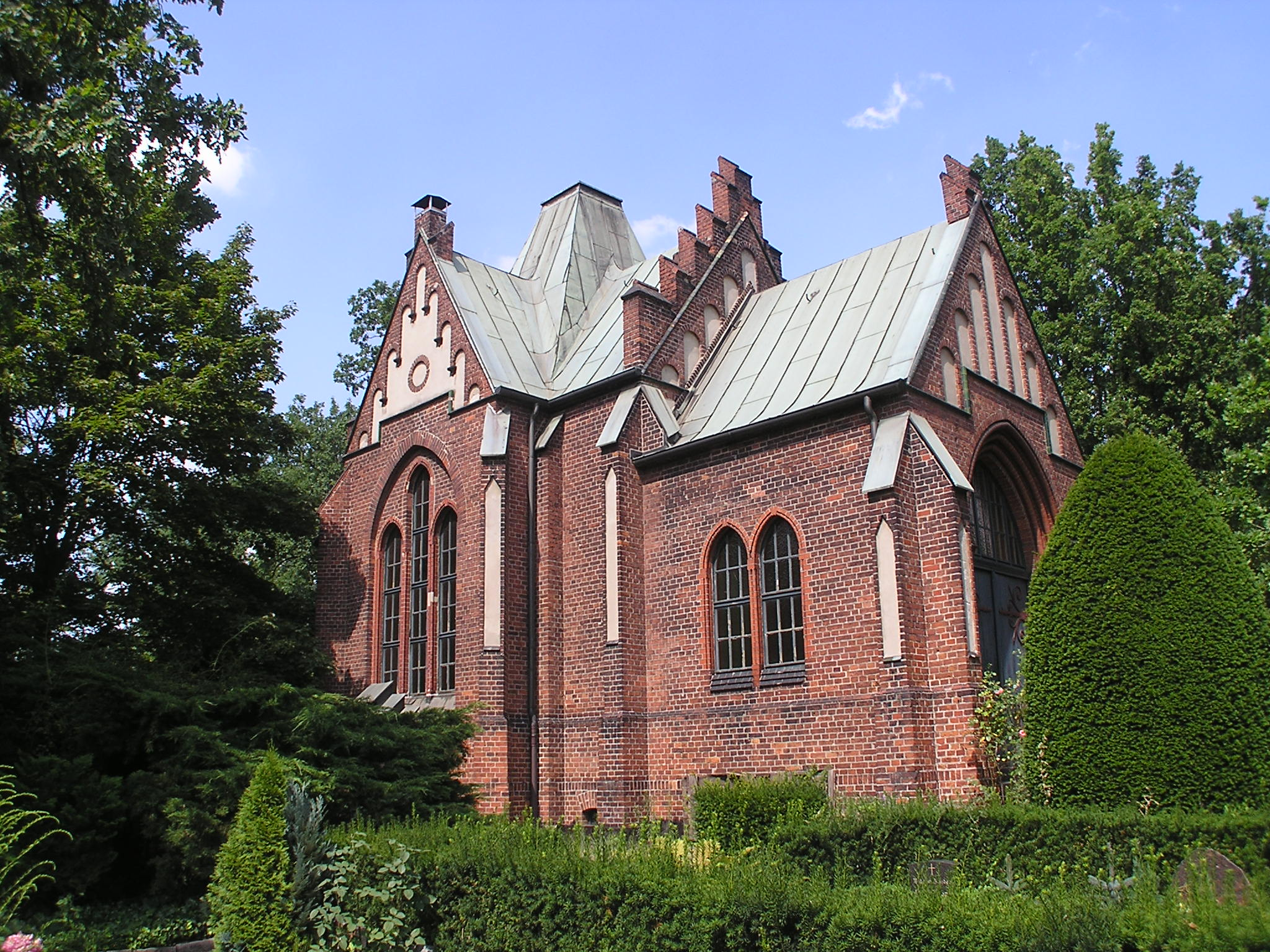
Часовня Груневальдского кладбища

Грунева́льдское кладбище (нем. Friedhof Grunewald) — кладбище в берлинском районе Груневальд. Заложено в 1891—1892 годах на улице Борнштедтер-штрассе в округе Шарлоттенбург-Вильмерсдорф. Из-за своего изолированного размещения известно под названием «Остров мёртвых». Груневальд с 1880-х годов стал застраиваться виллами, на кладбище погребены многие известные учёные, предприниматели и художники.
Под кладбище в Груневальде была отведена территория площадью в 11 686 м², со всех сторон окружённая железнодорожными путями. Доступ на кладбище был возможен только через проход под железнодорожной насыпью. После реконструкции железнодорожного полотна близ кладбища и возведения вокзала Весткройц вход на кладбище стал осуществляться по специальному мосту.
Кладбище, выстроенное по проекту королевского садового инспектора Рёра, открылось 19 мая 1892 года. От входа на кладбище главная аллея с пирамидальными дубами ведёт прямо к неоготической часовне, построенной в 1897 году. Кладбище находится под охраной как памятник садового искусства.